# Pipeline (CPU)

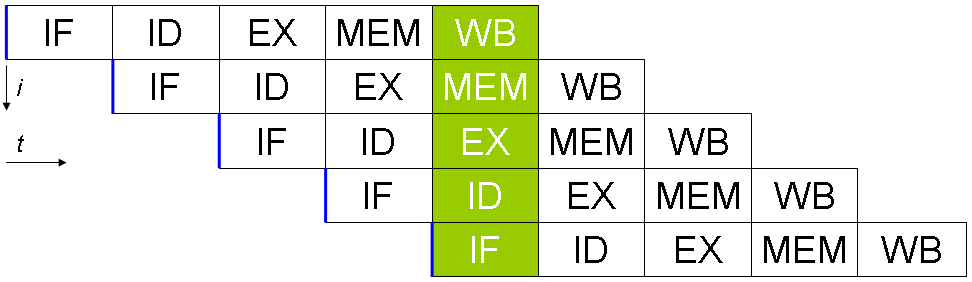
Diagramma di Gantt dell'esecuzione di una sequenza di istruzioni in una CPU con pipeline a 5 stadi. La colonna verde evidenza le micro-istruzioni in elaborazione simultanea.

In informatica ed elettronica, la pipeline è un tipo di architettura hardware utilizzata nel progetto dei microprocessori per incrementarne la produttività, ovvero la quantità di istruzioni eseguite nell'unità di tempo.

## Storia
Il concetto di pipe venne sviluppato dal ricercatore Robert Tomasulo dell'IBM, il primo sistema dotato di pipeline fu il supercomputer IBM System 360/91 presentato nel 1966 che grazie alla pipeline otteneva un incremento anche del 33% delle prestazioni. La pipeline si diffuse rapidamente nei supercomputer e nei server. Il primo microprocessore a utilizzare una pipeline fu il MOS Technology 6502 che tramite una semplice pipeline forniva prestazioni superiori a quelli della concorrenza a una frazione del loro costo. Nel settore di microprocessori le pipeline divennero comuni con i processori RISC che data la loro semplicità consentì di implementare un'architettura a pipeline completa fin dalle loro prime implementazioni negli anni ottanta. I progetti Berkeley RISC e MIPS infatti avevano già una pipeline. I processori CISC utilizzarono un'architettura a pipeline completa solamente alla fine degli anni 80 per via delle maggiori difficoltà di implementazione. Attualmente tutti i microprocessori utilizzano una struttura a pipeline per migliorare le loro prestazioni.

## Descrizione

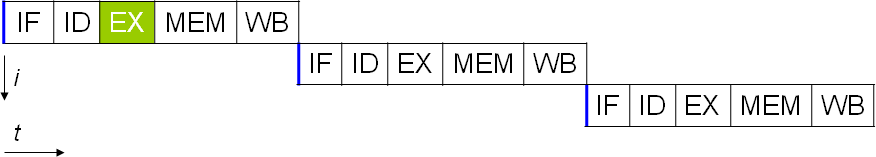
Diagramma di Gantt delle istruzioni in un processore senza pipeline. In ogni istante il processore è impegnato nell'esecuzione di una singola istruzione, non c`e parallelismo.

L'elaborazione di un'istruzione da parte di un processore si compone di cinque passaggi fondamentali:
1. IF (instruction fetch): lettura dell'istruzione da memoria;
2. ID (instruction decode): decodifica istruzione e lettura operandi da registri;
3. EX (execution): esecuzione dell'istruzione;
4. MEM (memory): attivazione della memoria (solo per certe istruzioni);
5. WB (write back): scrittura del risultato nel registro opportuno;

Praticamente ogni CPU in commercio è gestita da un clock centrale e ogni operazione elementare richiede almeno un ciclo di clock per poter essere eseguita. Le prime CPU erano formate da un'unità polifunzionale che svolgeva in rigida sequenza tutti e cinque i passaggi legati all'elaborazione delle istruzioni. Una CPU classica richiedeva quindi almeno cinque cicli di clock per eseguire una singola istruzione. Con il progresso della tecnologia si è potuto integrare un numero maggiore di transistor in un microprocessore e quindi si sono potute parallelizzare alcune operazioni riducendo i tempi di esecuzione. La pipeline dati rappresenta la massima parallelizzazione del lavoro di un microprocessore.
Una CPU con pipeline è composta da cinque stadi specializzati, capaci di eseguire ciascuno un'operazione elementare di quelle sopra descritte. La CPU lavora come in una catena di montaggio cioè ad ogni stadio provvede a svolgere in maniera sequenziale un solo compito specifico per l'elaborazione di una certa istruzione. Quando la catena è a regime, ad ogni ciclo di clock dall'ultimo stadio esce un'istruzione completata. Nello stesso istante ogni unità sta però elaborando in parallelo i diversi stadi di successive altre istruzioni. In sostanza quindi si guadagna una maggior velocità di esecuzione a prezzo di una maggior complessità circuitale del microprocessore, che non deve essere più composto da una sola unità, ma da cinque unità che devono collaborare tra loro.

## Aspetti problematici
L'implementazione di una pipeline non sempre moltiplica il throughput finale. L'analisi delle problematiche legate alla gestione delle pipeline per ottenere le migliori prestazioni teoriche ricadono sotto la ricerca del parallelismo a livello di istruzione, cioè le istruzioni che possono essere eseguite in parallelo senza creare conflitti o errori di esecuzione. Comunque le singole pipeline affrontano due problemi principalmente; il problema legato alla presenza di istruzioni che possono richiedere l'utilizzo di risorse (dati o registri) non ancora disponibili e il problema legato alla presenza di salti condizionati.
- Il primo problema deriva dal lavoro parallelo delle unità.

Supponiamo che la CPU con pipeline debba eseguire il seguente frammento di codice:
1. C=A+B
2. D=C-1

La prima istruzione deve prelevare i numeri contenuti nelle variabili A e B, sommarli e porli nella variabile C. La seconda istruzione deve prelevare il valore contenuto nella variabile C, sottrarlo di uno e salvare il risultato in D. Ma la seconda istruzione non potrà essere elaborata (EX) fino a quando il dato della prima operazione non sarà disponibile in memoria (MEM) e quindi la seconda operazione dovrà bloccarsi per attendere il completamento della prima e quindi questo ridurrà il throughput complessivo. Questo problema può essere attenuato facendo in modo che i dati elaborati dalla prima istruzione siano resi disponibile alla seconda istruzione prima del solo salvataggio definitivo in memoria. Questo si ottiene inserendo dei registri temporanei nell'unità di esecuzione dove salvare dati che serviranno all'istruzione successiva. Un problema simile è quando due istruzioni utilizzano gli stessi registri per operare. In questo caso si utilizza la rinominazione dei registri, una tecnica che elimina la maggior parte degli stalli.
- Il secondo problema consiste nei salti condizionati.

I programmi contengono delle istruzioni condizionate che se una specifica condizione logica è verificata provvedono a interrompere il flusso sequenziale del programma e a mandare in esecuzione un altro pezzo di programma indicato dall'istruzione di salto. Ogni volta che questo accade il microprocessore si trova a dover eseguire un nuovo flusso di operazioni e quindi deve svuotare la pipeline del precedente flusso e caricare il nuovo flusso. Ovviamente queste operazioni fanno sprecare cicli di clock e quindi deprimono il throughput. Per ridurre questo problema le CPU adottano delle unità di predizione delle diramazioni che fanno delle previsioni sul flusso del programma. Queste unità riducono notevolmente i cicli persi per i salti.

## Evoluzioni

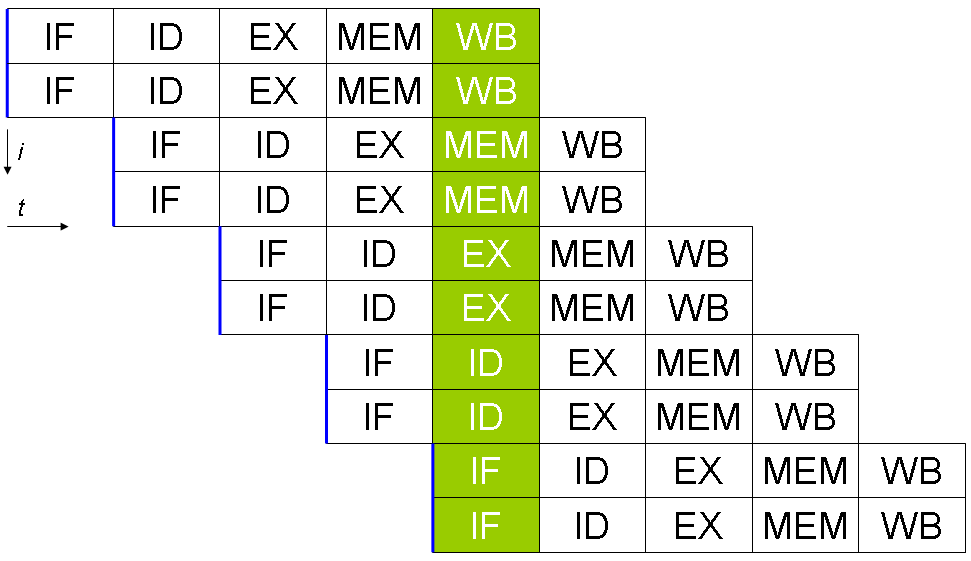
Diagramma di Gantt di una CPU superscalare a doppia pipeline

Per realizzare CPU con prestazioni migliori col tempo si è affermata la strategia di integrare in un unico microprocessore più pipeline che funzionano in parallelo, questi microprocessori sono definiti superscalari dato che sono in grado di eseguire mediamente più di un'operazione per ciclo di clock. Queste pipeline ovviamente rendono ancora più complessa la gestione dei problemi di coerenza e dei salti condizionati. Nelle CPU prodotte ad inizio del terzo millennio le pipeline non sono composte da soli cinque stadi ma in realtà ne utilizzano molti di più (il Pentium 4 ne utilizza da 20 fino a 31), mentre successivamente sono state prodotte CPU da un numero medio di 14-15 stadi per pipeline.
L'aumento degli stadi delle pipeline porta o permette un aumento della frequenza di clock, infatti spezzettando le singole operazioni necessarie per completare un'istruzione in tante sotto operazioni si può elevare la frequenza della CPU dato che ogni unità deve svolgere un'operazione più semplice e quindi può impiegare meno tempo per completare la sua operazione. Questa scelta di progettazione consente effettivamente di aumentare la frequenza di funzionamento delle CPU, ma rende critico il problema dei salti condizionati. In caso di un salto condizionato non previsto il Pentium 4 per esempio può essere costretto a svuotare e ricaricare una pipeline di 30 stadi perdendo fino a 30 cicli di clock contro una classica CPU a pipeline a 5 stadi che avrebbe sprecato nella peggiore delle ipotesi 5 cicli di clock. Inoltre l'aumento della frequenza di clock non è sempre proporzionale all'aumento di prestazioni, in quanto deve essere associata alla lunghezza della pipeline: a parità di pipeline, un aumento di frequenza porta un aumento di prestazioni; a parità di frequenza, pipeline più corte portano ad un aumento di prestazioni. L'aumento della frequenza porta però anche ad un aumento del consumo energetico e minore efficienza di calcolo.
La sempre maggior richiesta di potenza di calcolo ha spinto le industrie produttrici di microprocessori a integrare in un unico chip più microprocessori (architetture a multiprocessore). Questa strategia consente al computer di avere due CPU separate dal punto di vista logico, ma fisicamente risiedenti nello stesso chip. Questa strategia progettuale attenua i problemi di coerenza e di predizione dei salti. Infatti ogni CPU logica esegue un programma separato e quindi tra i diversi programmi non si possono avere problemi di coerenza tra le istruzioni. Questa scelta progettuale aumenta le prestazioni solo nel caso in cui il sistema operativo sia in grado di gestire/utilizzare più programmi contemporaneamente o in caso di un solo programma attivo se questo risulta scritto per poter utilizzare tutte le CPU disponibili, cioè se i programmi sono parallelizzabili.